# Омельченко Василь Іванович
Василь Іванович Омельченко (25 грудня 1918, село Благовіщенка, тепер Лозівського району Харківської області — 6 лютого 1988, Москва) — директор Запорізького моторобудівного заводу (1958—1974), генеральний директор Запорізького виробничого об'єднання «Моторобудівник» (1974—1988), доктор технічних наук (1977), професор (1982), заслужений діяч науки УРСР (1978), Герой Соціалістичної Праці (1966), «Почесний авіабудівник» (1986).

## Біографія
Народився 25 грудня 1918 року в селі Благовіщенці (пізніше Лозівського району Харківської області, нині не існує) в селянській родині. Трудову діяльність розпочав у 1938 році техніком Запорізького заводу імені П. І. Баранова.
В 1941—1945 роках — служба в Червоній армії, учасник радянсько-німецької війни.
Після закінчення Запорізького машинобудівного інституту в 1950 році працював на Запорізькому моторобудівному заводі, де займав посади: майстра, заступника начальника цеху, заступника головного технолога, головного технолога, директора заводу, генерального директора виробничого об'єднання «Моторобудівник» імені 50-річчя Великої Жовтневої соціалістичної революції. 
Під керівництвом Омельченко В. І. організовано серійне виробництво авіадвигунів нового покоління: ТВД АІ-20, АІ-24; ТРДД АІ-25 і АІ-25ТЛ; ТВлД ТВЗ-117, Д-136; ТРДД Д-36, Д-18Т.
Був автором та ініціатором впровадження прогресивних технологічних процесів; лиття деталей в кокіль, штампування вибухом, виготовлення заготовок лопаток компресора з титанових сплавів і легованих сталей періодичною прокаткою, ультразвукового зміцнення важко навантажених деталей, використання авіадвигунів в народному господарстві.
Обирався делегатом з'їздів КПРС та КПУ, членом Запорізького обкому КПУ та бюро міськкому партії, депутатом Запорізької міської ради народних депутатів.
Помер 6 лютого 1988 року у Москві. Похований у Запоріжжі на Капустяному кладовищі.

## Відзнаки
Лауреат Державної премії УРСР (1985), премії Ради Міністрів СРСР.
Нагороджений двома орденами Леніна (1966 і 1987), двома орденами Трудового Червоного Прапора (1974 і 1981), орденом Жовтневої Революції (1971), орденом Вітчизни-ної війни 1-го ступеня (1985), медалями.

## Пам'ять
На честь Василя Омельченка названа одна з вулиць Запоріжжя. На будинку по вулиці Жуковського, 64 в Запоріжжі встановлено меморіальну дошку.